# Рухомовський Ізраїль Хацкелевич
Ізра́їль Хацке́левич Рухомо́вський (1860, Мозир — 1936, Булонь-Біянкур) — ювелір, письменник, автор багатьох унікальних ювелірних творів, серед яких: скринька у вигляді саркофага з мініатюрним золотим скелетом із 167 рухомими кістками, твори юдаїки, вази, композиції на міфологічні теми. Всесвітньо прославився як автор тіари Сайтаферна. На думку колекціонера А. Н. Іванова — «найбільший ювелір всіх часів і народів».

## Біографія
Ізраїль (Ісроел-Бер) Рухомовський народився 1860 року в місті Мозирі (нині Гомельська область, Республіка Білорусь). Батьки хотіли, щоб він став рабином, тож у дитинстві він отримав релігійну освіту. Проте Ізраїль обрав ювелірну справу і сам вивчився ювелірному і граверному ремеслу. Починав як різьбяр печаток. У 17 років одружився. В середині 1880-х років він переїхав до Києва, де мав нагоду працювати в провідних ювелірних майстерень. Юний талант спочатку залишався маловідомим, хоча його послугами користувалися чимало заможних клієнтів. Наприклад, Йосип Маршак постійно замовляв у Рухомовського свої твори. Потім, в 1892 році, Рухомовський переїхав до Одеси, де мешкав за адресою Успенська, № 36. Його майстерня не мала вивіски.
Згодом Рухомовський створив чимало цікавих і унікальних ювелірних робіт. Протягом дев'яти років І. Рухомовський працював над однією з найкращих своїх робіт — невеликою скринькою у вигляді труни-саркофага розміром 10 см завдовжки та 4 см заввишки. Під кришкою саркофага знаходився мініатюрний золотий кістяк, у якого рухаються 167 кісток.

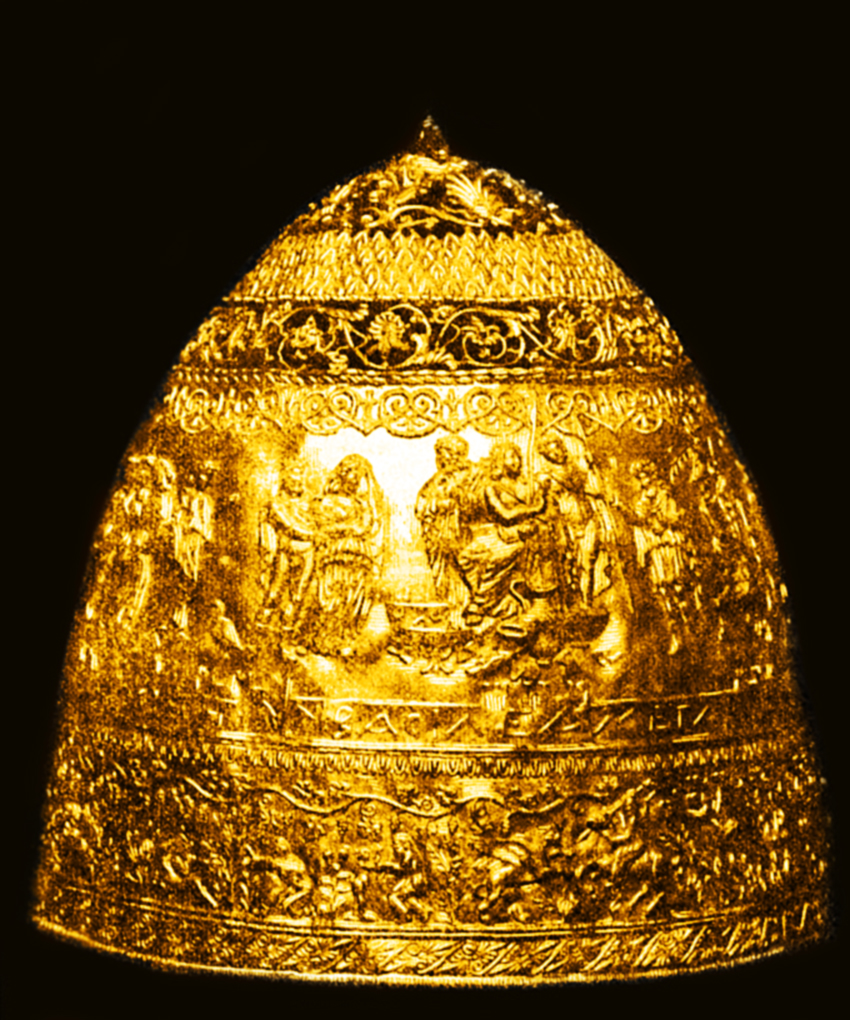
«Тіара Сайтаферна»

Одними із замовників І. Рухомовського були брати Шепсель і Лейба Гохмани, купці третьої гільдії. Вони замовили у І. Рухомовського в 1895 році «Тіару Сайтаферна», а потім видали її за роботу майстрів причорноморського античного грецького міста Ольвії, яку ті зробили в подарунок скіфському царю Сайтаферну як викуп. 1896 року тіару під виглядом оригіналу продали в Лувр за 200 000 франків (50 000 рублів). Рухомовському купці дали тільки 1800 рублів. Робота була зроблена настільки майстерно, що всі провідні фахівці, зокрема і директор Лувру, керівник відділу античного мистецтва та інші, визнали виріб оригіналом. Через велику ціну для покупки тіари потрібно було спеціальний дозвіл і субсидії парламенту Франції.
23 березня 1903 року в одній із паризьких газет у відкритому листі ювеліра з Парижа Ліфшиця було сказано, що автором тіари є Ізраїль Рухомовський. Йому не повірили, проте тіара була прибрана в запасник, а уряд створив комісію на чолі з Клермон-Ганно, членом Академії наук. Через два дні з Одеси в паризьку газету дали телеграму, що Ізраїль Рухомовський заявив, що він справді є автором тіари. Через тиждень, 5 квітня 1903 року, Рухомовський вперше в житті прибув до Парижа. Там він зміг легко довести, що є автором (показав креслення і зробив ідентичну копію її частини). На прохання назвати ім'я організаторів афери Ізраїль Рухомовський розповів дуже неправдоподібну історію про купця з Керчі. Про Гохманів він скромно промовчав.
Потім І. Рухомовський повернувся в Одесу. Дуже довго збирав кошти на отримання статусу купця третьої гільдії, однак зібрати потрібну суму він так і не зміг. Все, що зібрав, — насилу покрило вартість квитків для нього і його сім'ї в Париж в один кінець. Певний час І. Рухомовський працював в Луврі реставратором.
Останні три десятиліття Ізраїль Рухомовський провів з дружиною і дітьми в Парижі, де створював роботи для заможних парижан на кшталт барона Едмона Ротшильда. Діти Рухомовського теж стали відомими ювелірами, художниками і літераторами.
Ізраїль Рухомовський був знайомий з Максом Нордау, Теодором Герцлем. У Макса Нордау був жетон роботи Рухомовського, який йому подарували «Сини Сіону». А у Герцеля від одеситів була вітальна адреса, яку зробив Соломон, син Ізраїля Рухомовського.
Помер Рухомовський в Булонь-Біянкурі в 1936 році в злиднях. Похований на цвинтарі Баньйо (ділянка 16).

## Родина
Троюрідний небіж — режисер Ізраїль Цуріелевич Пікман.

## Вибрані твори
Всього відомо менше 160 творів. Деякі з творів :
- Саркофаг з мініатюрним кістяком (1893—1902[20]);
- Тіара Сайтаферна (1895—1896; вісім місяців[21]);
- Кольє з міфологічними сценами[22] ;
- Статуетка «Ахіллес і Мінерва» ;
- Золота ваза, з якої два скіфи п'ють вино ;
- Композиції на міфологічні теми ;
- «Шадай» для дочки Ротшильда Міріам[13] ;
- Мезузи у вигляді трубочки — дванадцять міліметрів завдовжки та чотири в діаметрі, в ній три менші трубочки, одна в іншій, остання трубочка завершується маленькою рукою. У трубочках викарбувано молитву «Шма» і десять заповідей. Всього на мезузі 1311 літер;
- Ритон[23] — ріг, всуціль прикрашений рельєфом з життя скіфів;
- Кольє — головна сцена — спокушання Геркулеса сиреною[24];
- Пляшка для парфумів, виготовлена з близько 40000 кульок;
- Медальйон «Десять заповідей»[25];
- Медальйон, зроблений в подарунок директору фабрики Жако в Одесі;
- Жетон «Стіна скорботи». Одна сторона — картина «Стіна скорботи» (євреї плачуть і моляться), на іншій стороні — 10 заповідей, «щит Давида» і напис: «Слухай Ізраїль, Господь Бог наш, Господь один»[26];
- Кулон у вигляді тіари царя Сайтафарнеса;
- Золоті статуетки богині Ніки і Ерота, що сидять верхи на кентаврі[27];
- Брелок «Золотий кістяк»;
- Залізний щит, карбований і інкрустований під твори епохи Відродження;
- Брошка з зображенням жіночої голівки;
- Золоті книжечки з десятьма заповідями і футлярчики з золота і срібла.

Відомі місця збережених робіт:
- Лувр[13] ;
- Ермітаж ;
- Один виріб — Музей декоративного мистецтва в Парижі ;
- Два вироби — Всеросійський музей декоративно-прикладного та народного мистецтва ;
- Два вироби — Російський національний музей ;
- Музей Фаберже[22]
- приватні колекції.

Роботи також виставляються на престижних аукціонах Лондона і Парижа.

## Увічнення пам'яті
- На фасаді будинку № 6 на вулиці Вадима Корженка (колишньої Ремісничої), з ініціативи Олександра Гуна 22 квітня 2014 року з'явилася меморіальна дошка, скульптор Олександр Князик.

## Публікації
- Рухомовский И. Моя жизнь, моя работа = (מײַן לעבן און מײַן אַרבעט). — 1-е изд. — Париж, 1928. (їдиш)